# Тень на Востоке
Тень на Востоке: Владимир Путин и Новый Балтийский фронт (англ. The Shadow in the East: Vladimir Putin and the New Baltic Front) — книга 2020 года Алиде Нейлор. В книге описываются отношения России с Эстонией, Латвией и Литвой в XXI веке, а также исследуются уникальные особенности трёх стран Балтии после распада Советского Союза.
Газета The Moscow Times охарактеризовала книгу как «захватывающий дебют», отметив, что «Нейлор сочетает лирические личные наблюдения с проницательным политическим анализом, предлагая своевременную и всеобъемлющую картину сложных обществ, экономик и политических ландшафтов этого часто упускаемого из виду региона». Журнал New Eastern Europe назвал книгу «захватывающим изображением взаимосвязи между внутренней политикой, геополитикой, социально-экономическими проблемами и различиями поколений». National Review отмечает, что освещение книгой современной жизни в Прибалтике «начинается с хипстеров Таллина, Риги и Вильнюса и маленьких роботов-доставщиков, разъезжающих по улицам Эстонии, и заканчивается песнями, народной культурой и даже частицей язычества».